# St. Johannes der Täufer (Hadorf)

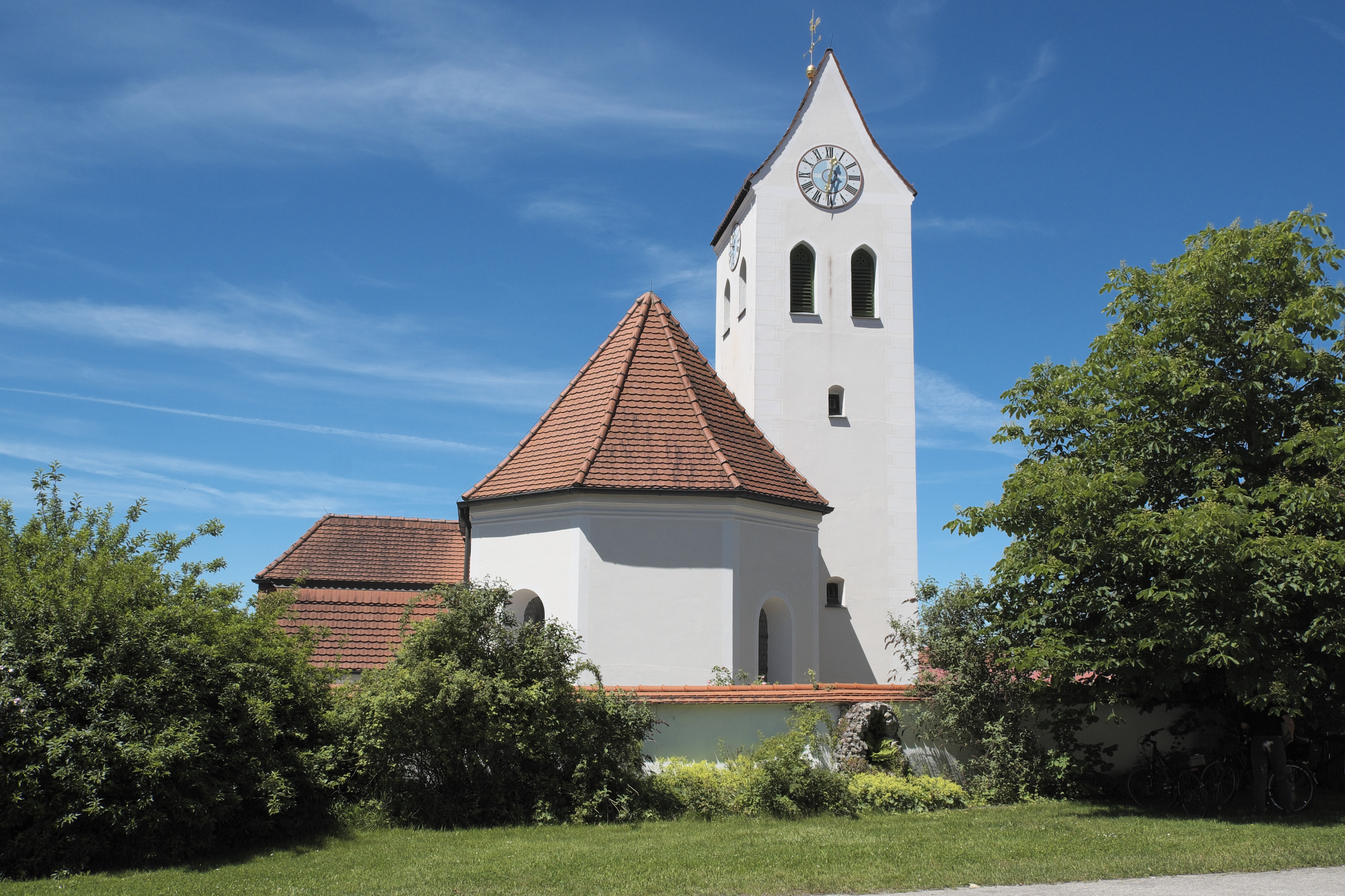
Kirche St. Johannes der Täufer in Hadorf

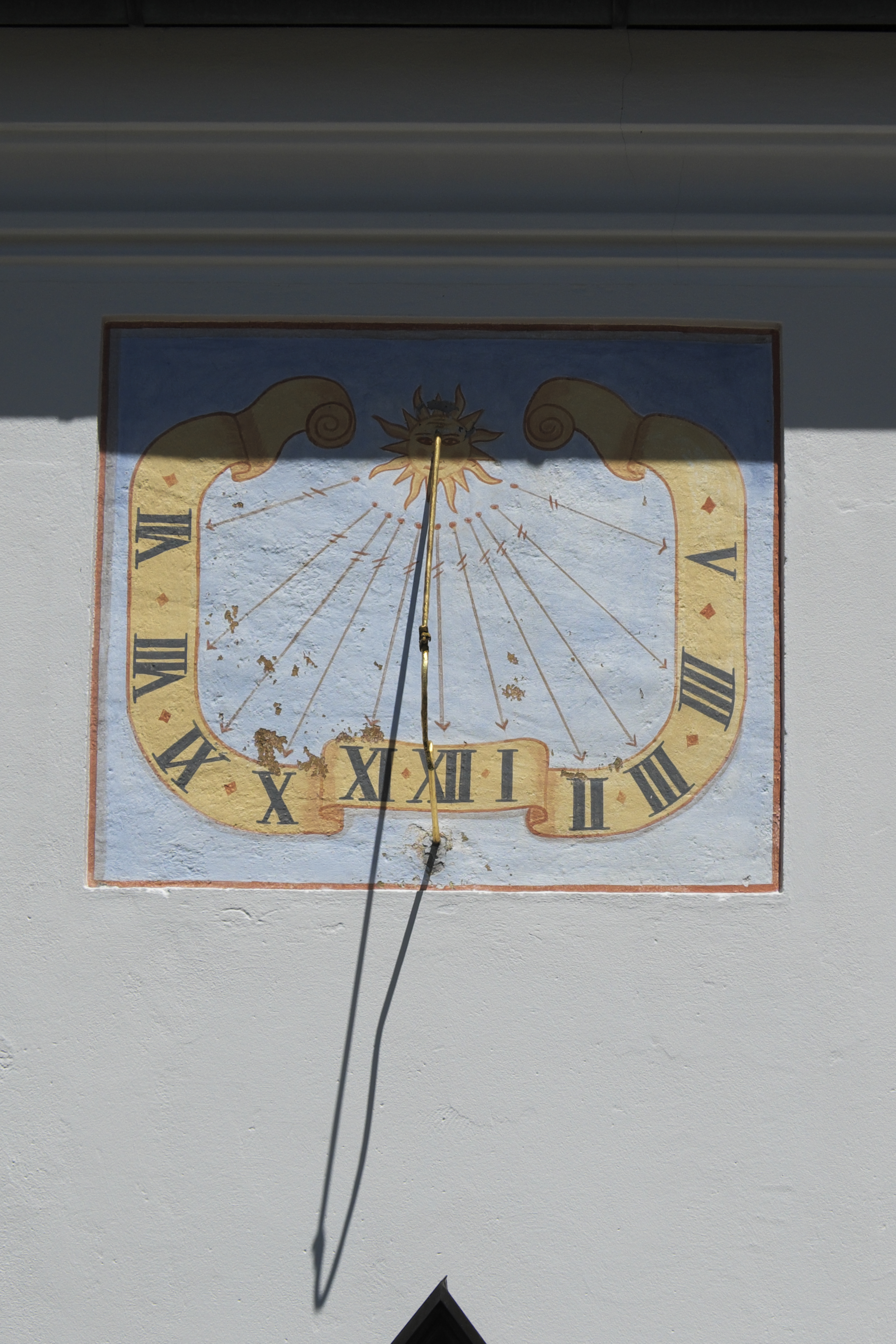
Sonnenuhr an der Fassade des Langhauses

Die katholische Filialkirche St. Johannes der Täufer in Hadorf, einem Stadtteil von Starnberg in Bayern, wurde vermutlich vor dem 12. Jahrhundert errichtet. Die Kirche an der Dorfstraße 24 ist ein geschütztes Baudenkmal.

## Geschichte
Die Kirche war die Stiftung eines Adeligen als Eigenkirche, sie war mit den Rechten einer Pfarrkirche versehen. Die Eigenständigkeit als Pfarrei ging Mitte des 15. Jahrhunderts wieder verloren, da der Ort an das Kloster Andechs kam.

## Architektur
Aus der ursprünglichen Erbauungszeit ist nichts mehr erhalten. Die ältesten Teile, der Turmunterbau und die westliche Wand des Kirchenschiffs, stammen aus der Mitte des 13. und dem frühen 14. Jahrhundert.
Im 17./18. Jahrhundert erfolgte ein Umbau der Kirche, wobei eine Sakristei angebaut und das Langhaus verbreitert wurde. Der Saalbau und der Turm werden jeweils von einem Satteldach gedeckt.

## Ausstattung
Vom Hauptaltar aus dem beginnenden 17. Jahrhundert hat sich das Gemälde der Taufe Christi erhalten. Im Jahr 1677 wurden zwei barocke Seitenaltäre und eine neue Kanzel angeschafft.
Im Jahr 1763 wurde die Kirche mit Stuckierung und Deckenfresken im Stil des Rokoko ausgeschmückt.

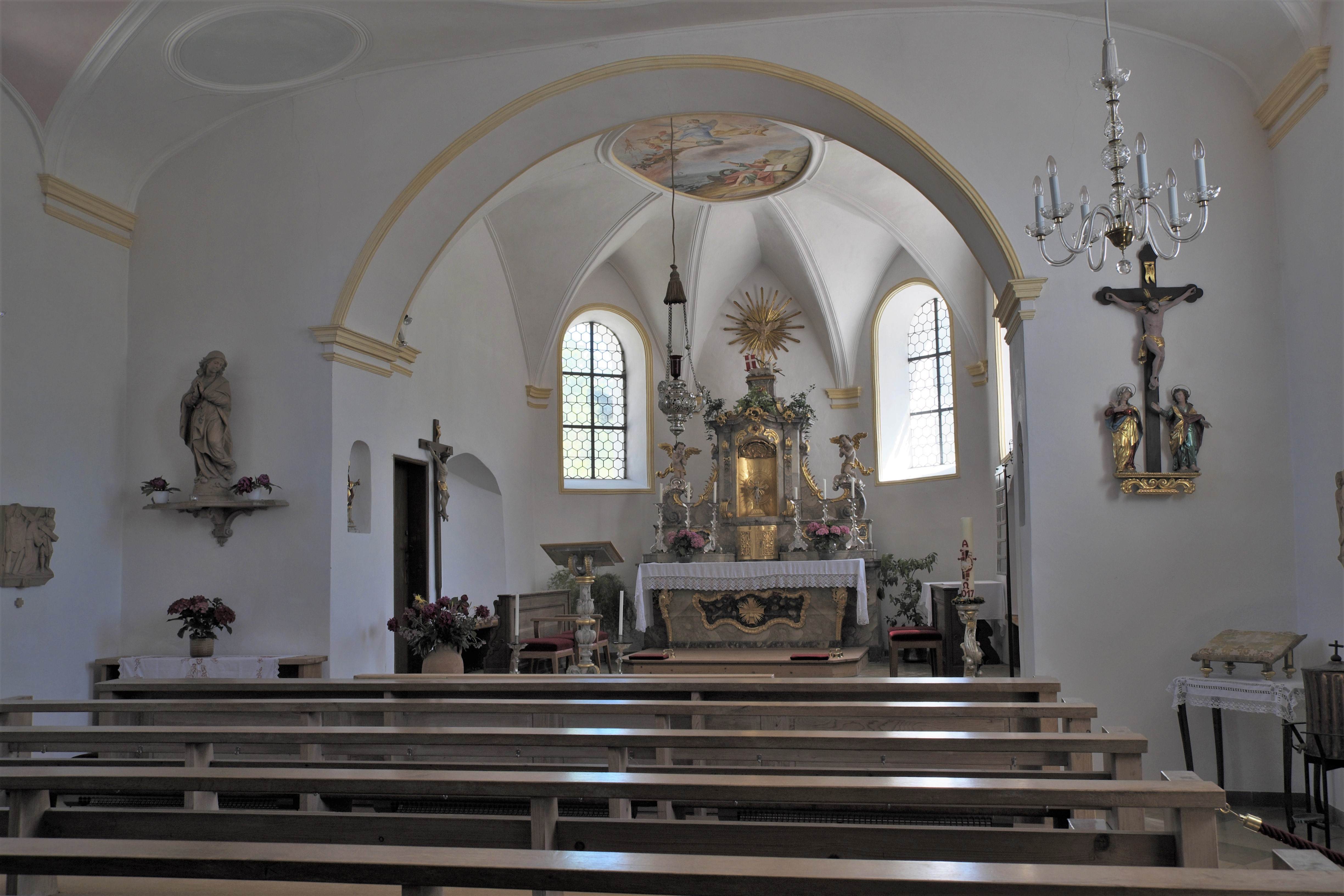
Innenraum
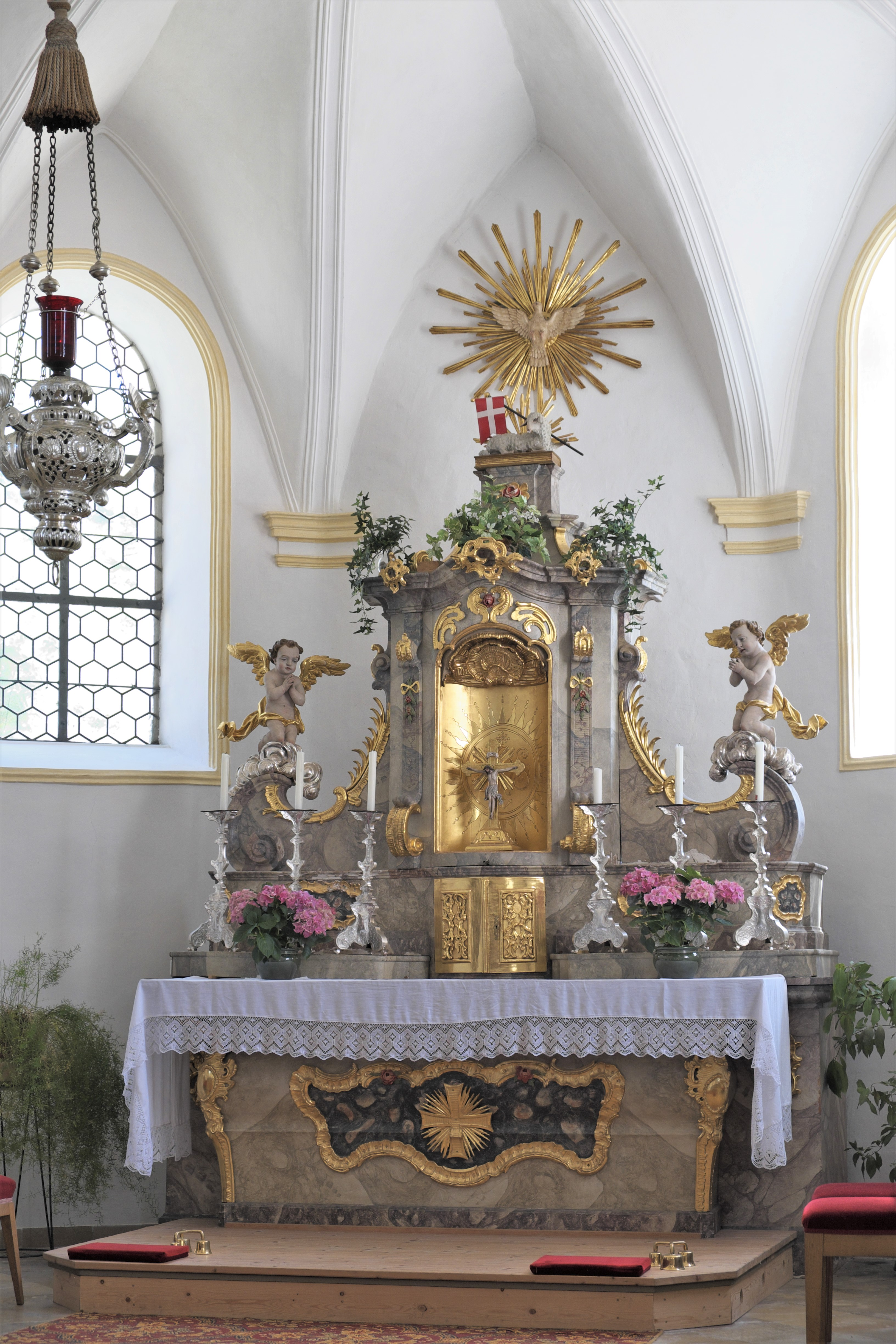
Altar
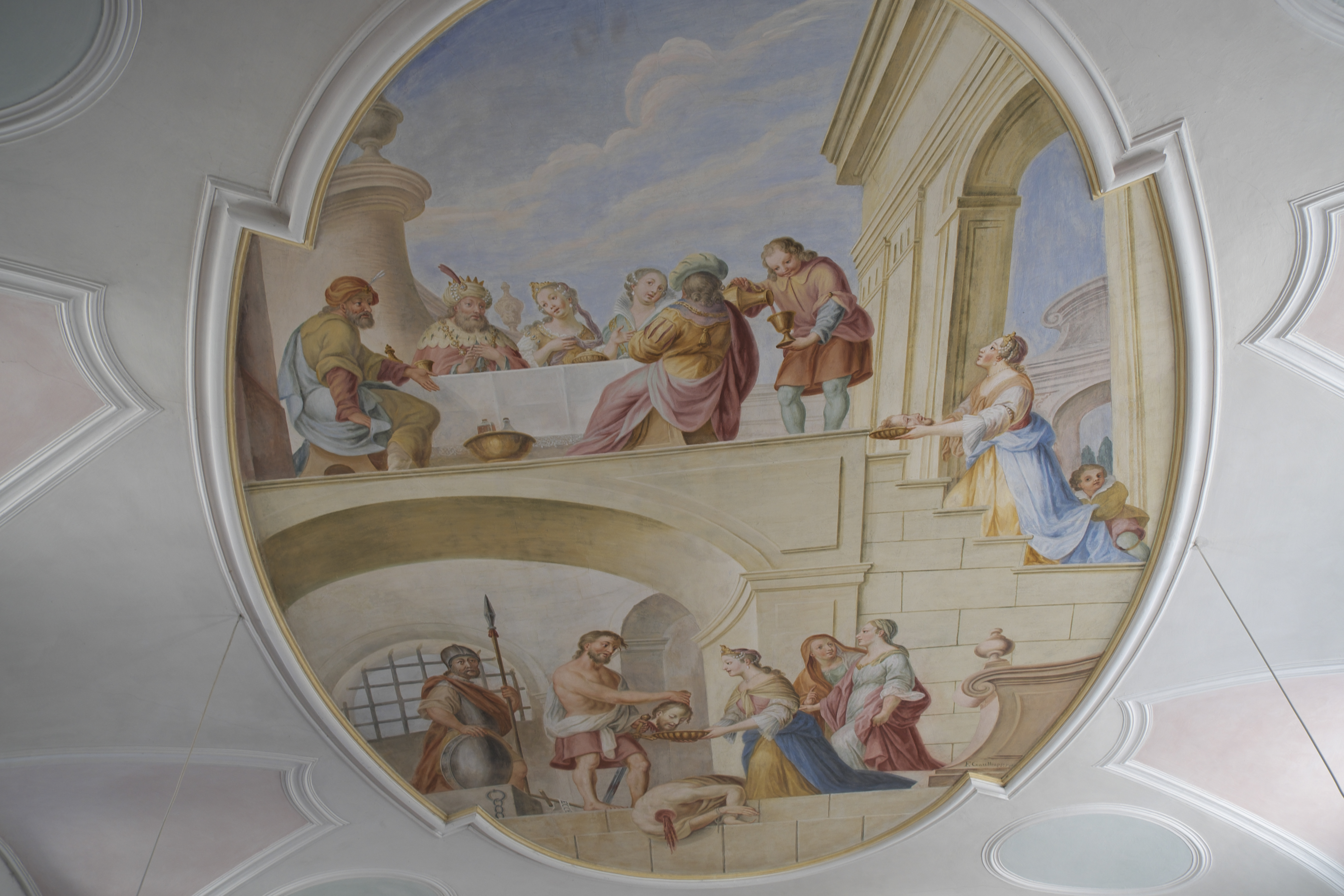
Deckenfresko